# Robert Michael Lewis
Robert Michael Lewis conosciuto anche come Bob Lewis, Robert M. Lewis e Robert Lewis (New York, 9 novembre 1934) è un regista e produttore cinematografico statunitense.

## Riconoscimenti
- 1975 Daytime Emmy Candidatura al miglior speciale drammatico del daytime: The ABC Afternoon Playbreak (1972)

## Filmografia parziale

### Regista

#### Cinema
- Lapin 360 (1972)
- S.H.E. - La volpe, il lupo, l'oca selvaggia (S.H.E: Security Hazards Expert) (1980)

#### Televisione
- The Astronaut (1972)
- L'ultimo colpo dell'ispettore Clark (The Alpha Caper) (1973)
- Dollari in fumo (Money to Burn) (1973)
- Message to My Daughter (1973)
- Preghiera per i gatti selvaggi (Pray for the Wildcats) (1974)
- The Day the Earth Moved (1974)
- Guilty or Innocent: The Sam Sheppard Murder Case (1975)
- No Room to Run (1977)
- Miss Beautiful (The Night They Took Miss Beautiful) (1977)
- Ring of Passion (1978)
- If Things Were Different (1980)
- Escape (1980)
- A Private Battle (1980)
- Fallen Angel (1981)
- Computercide (1981)
- The Miracle of Kathy Miller (1981)
- Child Bride of Short Creek (1981)
- Desperate Lives (1982)
- Between Two Brothers (1982)
- Summer Girl (1983)
- Miss Marple nei Caraibi (A Caribbean Mystery) (1983)
- Agatha Christie. Cianuro a colazione (Sparkling Cyanide) (1983)
- Airport '90 (Flight 90: Disaster on the Potomac) (1984)
- City Killer (1984)
- Un'estate da ricordare (A Summer to Remember) (1985)
- Embassy (1985)
- Lost in London (1985)
- Firefighter (1986)
- A Stranger Waits (1987)
- Notte di terrore (Deep Dark Secrets) (1987)
- The Secret Life of Kathy McCormick (1988)
- Ladykillers - Omicidio in abito da sera (Ladykillers) (1988)
- Crociera senza ritorno (Dead Reckoning) (1990)
- Omicidio nell'ombra (Memories of Murder) (1990)
- Senza lasciare traccia (Don't Talk to Strangers) (1994)
- Circumstances Unknown (1995)
- The Crying Child (1996)
- Perfect Crime (1997)